# Brownsville (Pennsylvania)
Brownsville ist ein Borough in Fayette County am Monongahela River im Südwesten von Pennsylvania. Das U.S. Census Bureau hat bei der Volkszählung 2020 eine Einwohnerzahl von 2.185 ermittelt. Brownsville wurde 1785 als Trading Post gegründet und erlangte Bedeutung als Verkehrsknotenpunkt und Flussübergang.

## Geographische Lage
Nach den Angaben des United States Census Bureaus hat der Borough eine Fläche von 2,83 km².
Die Hauptstraße von Brownsville ist der U.S. Highway 40, die den Fluss mit einer Brücke überquert. Die Stadt liegt ungefähr 50 km südlich von Pittsburgh.

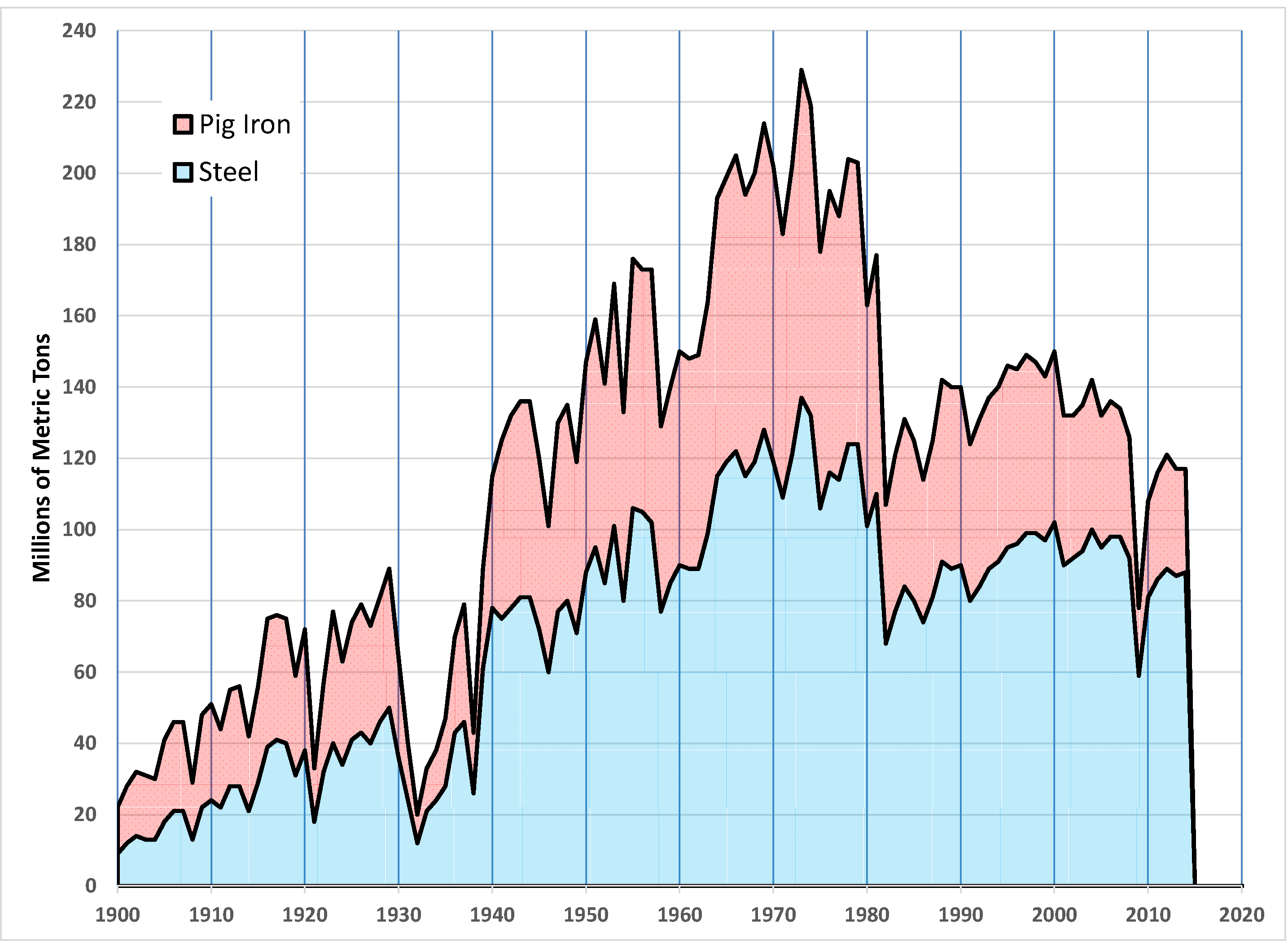
Stahl- und Roheisen-produktion in den USA 1900–2014

## Geschichte
In präkolumbianischer Zeit befanden sich am rechten Ufer des Monongahela Rivers mehrere Hügel der Moundbuilders, die meisten wurden aber von den Siedlern Anfang des 19. Jahrhunderts abgetragen. Die Hügel wurden als alte Befestigungsanlage zur Bewachung der Furt im Fluss interpretiert, weshalb die Gegend als Redstone Old Fort bezeichnet wurde, wobei Redstone sich auf die für die Hügel verwendeten rötlichen eisenhaltigen Steine bezog. In den 1640er Jahren war die Region den niederländischen Händlern und Siedlern, sowie den Franzosen bekannt, wenn auch das umliegende Land im Stammesgebiet der Irokesen kaum besiedelt war. Bis Mitte des 18. Jahrhunderts erlaubten die Irokesen geschwächten Reststämmen wie den Lenni Lenape sich in der Gegend niederzulassen. In diese Zeit fällt auch der Ausbau des Handelsweges von Maryland über die Appalachen nach Redstone Old Fort für die Ohio Company, einer Gesellschaft, welche die Ländereien im Gebiete des heutigen Bundesstaates Ohio an Siedler aus Virginia vermarktete. Der Ausbau wurde von Nemacolin, dem damaligen Häuptling der Lenni Lenape geleitet, weshalb die Route als Nemacolin Trail bezeichnet wurde.
Während des Siebenjährigen Kriegs legte 1759 der Milizoberst James Burd das Fort Burd an, das auf der Steilküste oberhalb des Flusses lag. Der dazugehörende Trading Post wurde 1785 angelegt – das Datum gilt als offizielles Gründungsdatum von Brownsville.
Im 18. Jahrhundert erwarb der Unternehmer Thomas Brown die Ländereien östlich des Flusses, die heute das Fayette County bilden. Die Siedlung wurde fortan Brownsville genannt und der alte Namen Redstone Old Fort verschwand. Ab 1806 bauten die USA die National Road, welche dem Nemacolin Trail folgte. Es war dies die erste vom Staat finanzierte Straße. Die Straße diente als Hauptroute der Siedler, die sich in Ohio und Kentucky niederließen. Sie wurde bereits 1830 mit Makadam versehen.
Weil Flussreisen sicherer waren als Reisen über Land wurde die Route über den Monongahela River nach Pittsburgh und weiter über den Ohio River zum Mississippi River auch von den Leuten genutzt, die über den Santa Fe Trail oder den Oregon Trail weiter Reisen wollten. Brownsville wurde deshalb zu einem Zentrum von Bootsbauern und anderen Geschäften, die Artikel an Reisende und zukünftige Siedler verkauften. Es entstanden Werften zum Bau von Flussschiffen und andere Industriebetriebe, welche die lokalen Kohle- und Eisenvorkommen nutzten. 1814 befuhr die in Brownsville gebaute Enterprise auf einer 3500 km langen Fahrt von Brownsville nach New Orleans als erstes Dampfschiff den Mississippi. Die Werften in Brownsville bauten von den 1810er Jahren bis in die 1880er Jahre mehr als 3000 Flussdampfer.

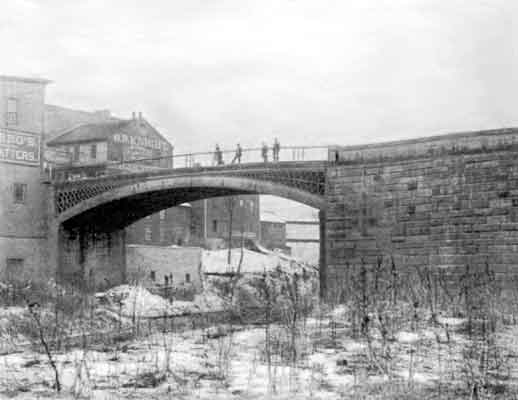
Dunlap’s Creek Bridge

In den 1830er Jahren wurde die National Road ein letztes Mal ausgebaut, bevor sie durch den U.S. Highway 40 ersetzt wurde. Dabei wurde mit der Dunlap’s Creek Bridge die erste vollständig aus Gusseisen gefertigte Bogenbrücke eingebaut.
Mitte des 19. Jahrhunderts begann der Niedergang der Stadt, weil die Pennsylvania Railroad von Philadelphia über Harrisburg direkt nach Pittsburgh führte, sowie die Baltimore and Ohio Railroad eine direkte Verbindung nach Ohio herstellte und der Flusshafen von Brownsville an Bedeutung verlor.
Die Stadt gelangte Anfang des 20. Jahrhunderts durch die Stahlindustrie von Pittsburgh zu einer zweiten Blüte. Brownsville wurde Eisenbahnknotenpunkt der Region und war Standort eines großen Kohlenbahnhofs sowie von Kokereien.
Seit 1962 führt die Lane Bane Bridge, eine Hochbrücke, den Verkehr des U.S. Highway 40 am Stadtzentrum vorbei über den Monongahela River.
Die Bedeutung der Industrie ging mit dem nachlassenden Bedarf an Stahl in den 1960er Jahren zurück. Mit dem Zusammenbruch der Stahlindustrie als Folge der durch die Ölpreiskrise ausgelösten Rezession erlitt Brownsville wie viele Ort im Rust Belt einen schweren Niedergang, von dem sich die Stadt bis heute nicht erholte. Die Bevölkerung ging von über 8000 Einwohnern 1940 auf weniger als 3000 zurück.
Die 1988 gegründete Mon Valley Initiative versucht die Abwanderung aufzuhalten, indem die kommunale Infrastruktur wieder aufgebaut wird und lokale Arbeitsplätze vermittelt werden. Die Lage am Fluss und die Geschichte von Brownsville dienen als Grundlage für einen sanften Tourismus.

## Sehenswürdigkeiten
Die meisten Sehenswürdigkeiten haben einen Zusammenhang mit der Entstehung des heutigen Amerikas. Brownsville ist Teil von zwei Heritage Park Programmen, die vom Bundesstaat Pennsylvania gefördert werden. Es gehört einerseits zum Denkmalschutzgebiet der ehemaligen National Road, aber auch zu demjenigen der ehemaligen Stahlindustrie. Weiter können im Ortszentrum von Bäumen gesäumte Straßen mit Häusern aus dem 19. Jahrhundert und historischen Kirchen angetroffen werden.
Nemacolin Castle
Ein Schloss mit 22 Zimmern, das 1789 am westlichen Ende des Nemacolin Trails gebaut wurde und heute als Museum dient. Es gilt als drittältestes Schloss in den Vereinigten Staaten und wird auch nach dem Namen der Familie, die es bewohnte, als Bowman’s Castle bezeichnet.
Flatiron Building
Das Gebäude mit dreieckigem Grundriss, das mit seiner abgerundeten Ecke an das Flatiron Building in New York erinnert, beherbergt ein Heimatmuseum und die Sammlung der Gemälde des lokalen Künstlers Frank L. Melega
Dunlap’s Creek Bridge
Erste gusseiserne Bogenbrücke der Vereinigten Staaten, eröffnet 1839
Brownsville Bridge
Fachwerkbrücke über den Monongahela River von 1914
Brownville Wharf
Werft, wo die Enterprise, das erste Dampfschiff auf dem Mississippi gebaut und 1814 und zu Wasser gelassen wurde.

## Söhne und Töchter der Gemeinde
- John Brashear (1840–1920), Astronom und Hersteller von Teleskopen
- Lisa Kirk (1925–1990), Schauspielerin und Sängerin